# تالپاش
تالپاش (به لاتین: Tălpaș) یک سکونتگاه مسکونی در رومانی است که در شهرستان دولژ واقع شده‌است.